# 季圖西夫卡
49°40′38″N 28°49′45″E / 49.67722°N 28.82917°E
季圖西夫卡（烏克蘭語：Титусівка），是烏克蘭的村落，位於該國西南部文尼察州，由赫米利尼克區負責管轄，始建於1790年，面積22.94平方公里，海拔高度307米，2001年人口596，人口密度每平方公里25.98人。